# Xã Walker, Quận Henry, Missouri
Xã Walker (tiếng Anh: Walker Township) là một xã thuộc quận Henry, tiểu bang Missouri, Hoa Kỳ. Năm 2010, dân số của xã này là 209 người.